# Sameraria stylophora
Sameraria stylophora är en korsblommig växtart som först beskrevs av Hippolyte François Jaubert och Édouard Spach, och fick sitt nu gällande namn av Pierre Edmond Boissier. Sameraria stylophora ingår i släktet Sameraria och familjen korsblommiga växter. Inga underarter finns listade i Catalogue of Life.